# مطبخ فنلندي

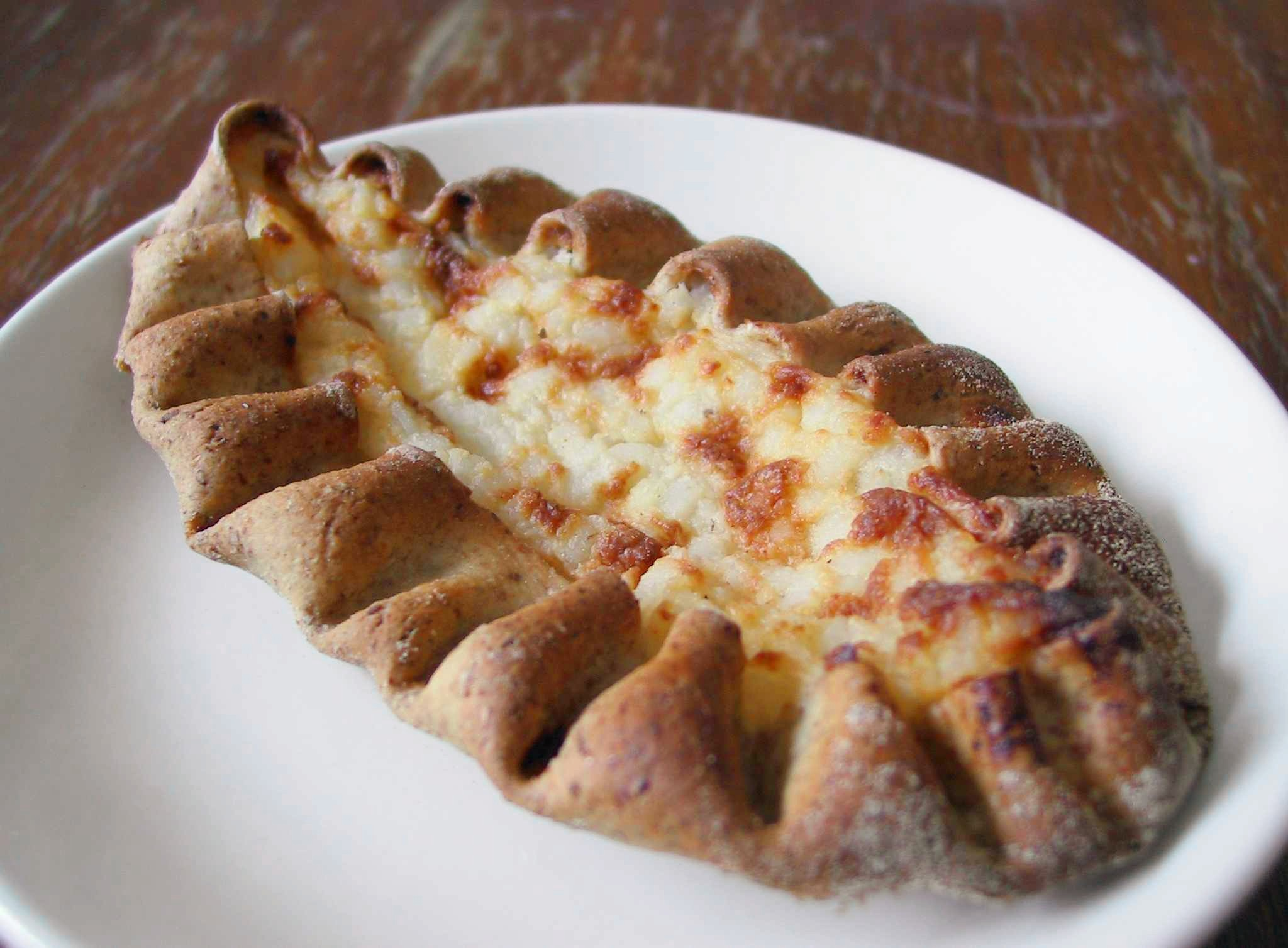
فطيرة كاريليا (karjalanpiirakka)، طبق فنلندي جوهري

المطبخ الفنلندي يـُعرف باستخدام منتجات الطحين الكامل (للشيلم، شعير، شوفان) والعوزات (مثل العنبية والآس الأحمر والكلودبيري ونبق البحر). ويشيع استخدام الحليب ومشتقاته كالحليب الرائب كطعام أو الشراب أو في وصفات مختلفة. كان استخدام أنواع من اللفت شائعاً في الطبخ التقليدي، ولكن الاستعاضة عنه بالبطاطا بعد قدومها في القرن الثامن عشر.
يلعب السمك واللحوم دوراً بارزاً في الأطباق التقليدية الفنلندية بالجزء الغربي من البلاد، في حين أن أطباق الجزء الشرقي تشتمل تقليدياً على وخضروات فطريات متنوعة، منها هذه الأخيرة خصوصاً قد دخلت قوائم طعام الجانب الغربي في وقت متأخر في أثناء الحرب العالمية الثانية بفضل اللاجئين من كاريليا.
في المطبخ الفنلندي الحديث، الأطباق أخف وأصغر حجماً وتحتوي عموماً على عديد من الخضروات المختلفة. هذا النمط من الطبخ متأثر بشدة بالمطبخين الأوروبي والأمريكي.

## الأكل الفنلندي

### اللحوم
في فنلندا تقاليد طويلة بالصيد البري وصيد السمك. يركز الصيادون على الأيائل والموظ، وحتى الطرائد الصغيرة كالبط والأرانب البرية والطيهوج تـُلاقي شعبية لأذواقهم. والتي ساهمت بإضافات طبيعية إلى المطبخ الفنلندي. يتم ذبح حوالي 70,000-80,000 موظ سنوياً موفرين كميات كبيرة من اللحوم. ونظراً لكون قوانين الصحة الغذائية صارمة للغاية، فإن لحوم الموظ تستهلك بشكل رئيسي منزلياً ونادرا ما يُـتـَحصـّل عليها في المطاعم. بدلاً من ذلك اعتادت المطاعم الفنلندية على تقديم أطباق الرنة.

### الثمار البرية

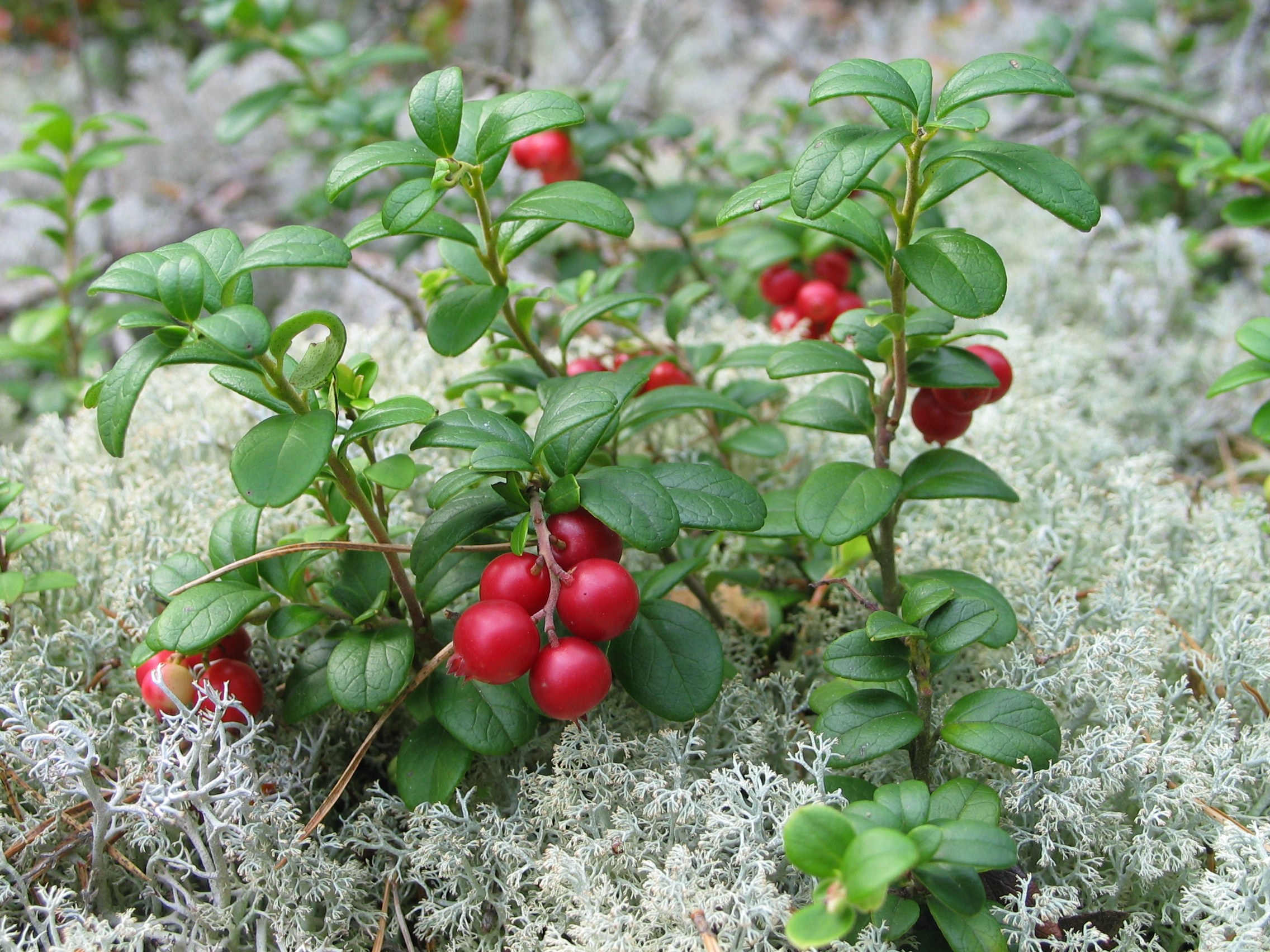
عنبية كرمة إيديه شائعة في أنحاء فنلندا

تبرز الثمار البرية القطبية بشكل مميز في المطبخ الفنلندي بنكهتها قوية وبمحتواها الغذائي العالي. ولا يزال من الشائع جداً الذهاب لقطف الثمار البرية مباشرة من الغابات. تنمو الأصناف البرية للعليق والعنبيتان الآسية وكرمة إيديه في كل أنحاء فنلندا تقريباً، بينما تنمو أصناف عليق كاميموري والعليق القطبي والعِنَبية حادة الخباء ونبق البحر بمناطق أكثر تحديدا.
الفراولة البرية (Fragaria vesca) بنكهتها القوية هي أيضا مزين موسمي شهي للكعك، تقدم مع المثلجات أو مع الكريم فقط. في هذه الأيام لم تعد الثمار البرية تجفف ولكن عادة ما يتم تجميدها وتؤكل في فصل الشتاء مع العصيدة والسكر مثلاً. عصائر الثمار البرية والمربيات المـُعدة منزلياً شائعة، وخاصة بين كبار السن. وتستخدم الثمار البرية بالحلويات وكما تقدم مع اللحم، وخاصة نكهة عنبية كرمة إيديه الحامضة.
مربى عليق كاميموري أكثر حصرية ولكن ليس من غير المألوف. حساء كيسل (kiisseli) بالعنبية الآسية والفطيرة العنبية الآسية من الحلويات الفنلندية التقليدية، كثيراً ما تستخدم العنبيات في المطبخ الفنلندي، سواء في الحلويات كمكون مثل فطيرة العنبية الآسية، كما تقدم مع الآيس كريم أو كريم فقط. وغالبا ما تستخدم العنبيات على رأس زبادي فيلي (viili) وغيرها من أنواع طبق الزبادي.

### الأسماك
توفر البحيرات في فنلندا فرصاً عدة لصيد الأسماك والتي كانت دائماً مصدراً هاماً للبروتين. وتستخدم عدة طرق لتحضير الأسماك، بما في ذلك قلي والسلق والتجفيف والتمليح، تخمر، والتدخين علي البارد أو ببساطة تشريح الأسماك البحرية وأكلها نيئة. يحظى سمك السلمون بشعبية سواءً مدخناً علي البارد، لوكس، والسلمون المدخن، أو نيئاً مع عصير الليمون غرافيلوهي. من الشائع تدخين أي نوع من الأسماك، مثل السلمون، والزندر، الكركي، الفرخ والرنجة البلطية. هناك أنماط كثيرة من مخلل الرنجة وهو فاتح الشهية شائع ويقدم أيضا في منتصف الصيف برفقة البطاطا الصغيرة. بطارخ السمك الأوروبي الأبيض وسمك الفينداس هي شهية الفنلندية خدم على رأس نخب أو مع فطيرة بلينز. يمكن إيجاد السلطعون في العديد من البحيرات والجداول في فنلندا، وخاصة في آب أغسطس السكان الناطقين باللغة السويدية كثيرا ما ينظمون حفلات تتمحور حول أكل السلطعون والشرب.

### الخبز
خبز رويسليبا (ruisleipä) الأسمر والغني بالألياف والمصنوع من الشيلم جزء أساسي في النظام الغذائي الفنلندي. يـُصنع الخبز من حبوب كالشعير والشوفان والشيلم والقمح، أو بخلط طحائن مختلفة مثلاً خبز سيهتيليبا (sihtileipä) المصنوع من الشيلم والقمح. وهناك أيضا مجموعة متنوعة من الخبز المسطح تدعى رييسكا (rieska) مثلاً مايتورييسكا (maitorieska؛ خبز حليب مسطح)، روونيرييسكا (ryynirieska) مع طحين شعير سافو، لاسكيرييسكا (läskirieska؛ خبز شحم الخنزير) وهو خبز شعير مسطح مع قطع من شحم الخنزير من الساحل الغربي، وبيرونارييسكا (perunarieska؛ (خبز بطاطا مسطح). في كاينو بشمال فنلندا الخبز مسطح جداً ويـُخبز فوق اللهب مباشرة. دفعت المجاعات جراء تلف المحاصيل في القرن التاسع عشر الفنلنديين على ابتكار خبز بتوليبا (pettuleipä) المصنوع من دقيق الشيلم وطبقة لينة من لحاء الصنوبر، وكان مغذياً ولكنه صلب كالصخر وغير شهي. كما أُكـِل خلال الحرب العالمية الثانية، وعاد تقليد صنع هذا الخبز بشكل بسيط بدعوى فوائده الصحية.

### الحلويات
- بولا (Pulla): خبز حلو يؤكل مع القهوة أو كحلوية.
  - لفافات القرفة (korvapuustit) - بولا تـُصنع على هيئة لـُفافة مع القرفة والسكر.
- حلوى عليق الكاميموري الذهبية.
- أَحْسِيَة الفاكهة - ماء وسكر وعصير توت وتوتيات (في الوقت الحاضر غالباً ما تكون معلبة أو مجمدة) يـُثخـّن بدقيق نشا البطاطا، يقدم مع الحليب أو الكريم والسكر. وقد تكون أقل سيولة من مشروبات مثل بلوبرسوبا، اعتماداً على الإعداد وولكنها ليست جيلاتينية.
- فيسبيبورو (Vispipuuro؛ عصيدة مخفوقة) حلوية عصيدة وردية بالآس الأحمر أو توتيات أخرى، ويـُقدم مع الحليب والسكر.
- كعكة رونيبيرغ (Runebergintorttu) تحمل اسم الشاعر الوطني يوهان لودفيغ رونيبيرغ وتقدم في يوم ذكراه في 5 فبراير.
- روتونن (Rönttönen) معجنة محشوة بالآس الأحمر.

### حلوى
- سالمياكي (Salmiakki؛ عرق سوس مملح) - حلوى نشادر منكـّهة
- مجموعة متنوعة من حلوى عرق السوس، الأكثر شهرة من صنع شركتي باندا وهلفا
- فازر سينينن شوكولاتة حليب
- ترفا (Terva) حلوى منكـّهة، مثل ترفا ليونا (Terva Leijona)

## وصلات خارجية
- موقع "فود فرم فنلند"